# Sybra lombokensis
Sybra lombokensis är en skalbaggsart som beskrevs av Stefan von Breuning 1964. Sybra lombokensis ingår i släktet Sybra och familjen långhorningar. Inga underarter finns listade i Catalogue of Life.